# Wai Wai Nu

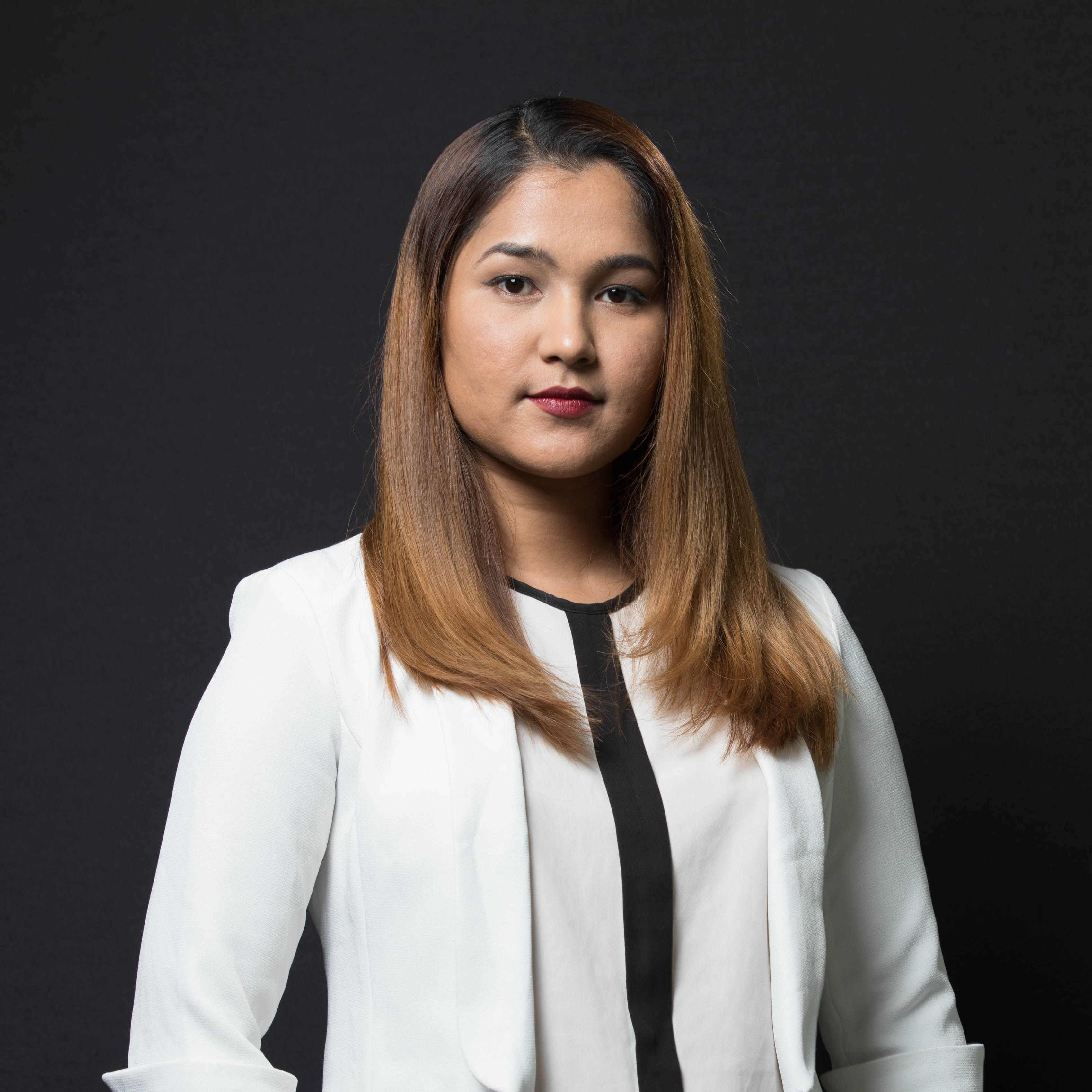
Wai Wai Nu (2017)

Wai Wai Nu (birmanisch ဝေဝေနု; * 1987 in Buthidaung, Rakhaing) ist eine Rohingya-stämmige myanmarische Juristin. Sie ist als Aktivistin für die Rechte und die Gleichberechtigung aller Bevölkerungsgruppen in Myanmar tätig.

## Herkunft und Ausbildung
Wai Wai Nu wurde 1987 in Buthidaung im westmyanmarischen Bundesstaat Rakhine in eine Rohingya-Familie geboren. Ihr Vater Kyaw Min war ein politischer Aktivist, der sich für Arbeiterrechte einsetzte. Wegen der Verfolgung durch die Militärjunta zog die Familie 1993 nach Rangun um. 2003 erhielt Wai Wai Nu im Alter von 16 Jahren die Zulassung zum Jurastudium an der University of East Yangon.

## Inhaftierung
2005 wurden Wai Wai Nu, ihre Eltern und alle Geschwister verhaftet. Ihr Vater U Kyaw Min war 1990 bei den allgemeinen Wahlen als Mitglied der von Aung San Suu Kyi geleiteten Nationalen Liga für Demokratie (NLD) ins Parlament gewählt worden, aber die Militärjunta unter General Saw Maung weigerte sich, die Wahl anzuerkennen, und ließ mindestens 400 Mitglieder der NLD direkt nach dem Wahlsieg verhaften. U Kyaw Min war der damaligen Verhaftungswelle entgangen. Fünfzehn Jahre später wurde er und seine Familie nun verhaftet. Die Familie erhielt keinen Rechtsbeistand und der Richter ließ während des Prozesses kein Protokoll anfertigen. In Medien wurde berichtet, dass die Familie wegen Verstoßes gegen das Einwanderungsgesetz als Bedrohung für den Staat angeklagt sei, U Kyaw Min berichtete jedoch, dass ihm "Aufwiegelung" vorgeworfen worden sei.
Wai Wai Nu wurde zu 17 Jahren im Insein-Gefängnis in Rangun verurteilt; sie wurde zusammen mit ihrer Schwester und ihrer Mutter in einem großen Raum untergebracht. Ihr Vater wurde zu 47 Jahren Einzelhaft verurteilt, ihr Bruder wurde in ein separates Gefängnis eingeliefert. Während ihrer Zeit im Gefängnis hatte Wai Wai Nu Kontakt zu mitgefangenen Frauen und lernte ihre Geschichten kennen; später nannte sie ihre Inhaftierung eine "Lebenserziehung". Die gesamte Familie wurde im Januar 2012 im Rahmen einer Amnestie freigelassen, die von Präsident Thein Sein verkündet worden war. Wai Wai Nus Schwester erkrankte während der Haft an Hepatitis C, ihr Vater entwickelte unter den schlechten Haftbedingungen ein Herzleiden.

## Abschluss ihrer Ausbildung
Wai Wai Nu setzte ihr Studium der Rechtswissenschaften an der University of East Yangon fort und erwarb 2013 ihren Bachelor. Bis 2016 nahm sie an einem vom British-Council-organisierten einjährigen politischen Bildungsprogramm an der Stanford University teil. Wai Wai Nu schloss 2018 ihr Studium an der University of California, Berkeley mit ihren Master of Laws ab.

## Aktionismus
Schon während ihres Studiums gründete Wai Wai Nu zwei NGOs. Das Women's Peace Network hat die Unterstützung des Friedensprozesses in Myanmar für alle Menschen, unabhängig von Geschlecht, ethnischer Zugehörigkeit und Religion zum Ziel. Justice for Women ist ein Netzwerk von Anwältinnen, die Rechtshilfe für Frauen in Not leisten und Aufklärung für Frauen zu Problemen im Zusammenhang mit Missbrauch, häuslicher Gewalt und sexueller Belästigung anbietet. Wai Wai Nu startete außerdem eine erfolgreiche Twitter-Kampagne mit dem Titel #MyFriend, die darauf abzielte, Toleranz in Gesellschaften zu fördern.
Wai Wai Nu trat als Expertin für die Menschenrechtslage in Myanmar bei vielen Organisationen auf, so 2017 vor dem Oslo Freedom Forum und den Vereinten Nationen. Wai Wai Nu wurde mehrfach in das Weiße Haus und in den Kongress der Vereinigten Staaten eingeladen.

## Auszeichnungen
- 2014 N-Peace Award des UNDP[8]
- 2014 Aufnahme in die Liste der 100 Women der BBC
- 2015 Aufnahme unter die Top 100 Global Thinkers durch das Foreign Policy Magazine[2][9]
- 2015 Aufnahme in die Gründungsklasse des training program for young leaders des George W. Bush Presidential Center[2][7]
- 2016 Nennung als eine der 100 Inspiring Women im Salt-Magazin
- 2017 Nennung als eine der Next Generation Leaders im Time Magazine.[1]
- 2018 Hillary Rodham Clinton Award der Georgetown University[10]
- 2019 Stipendium der Obama Foundation an der Columbia University[11]
- 2020 Genocide Prevention Fellowship des United States Holocaust Memorial Museum[12]
- 2021 City of Athens Democracy Award des Athens Democracy Forum[13]